# Śladków Górny
Śladków Górny est une localité polonaise de la gmina et du powiat de Zgierz en voïvodie de Łódź.